# .44 Henry
.44 Henry, также известный под обозначениями .44 Rimfire, .44 Long Rimfire и 11x23мм R, — американский патрон кольцевого воспламенения, названный в честь Бенджамина Тайлера Генри, американского оружейника XIX века. Широко использовался во времена Гражданской войны в США вместе с винтовкой Henry Model 1860. Также применялся в ряде европейских конфликтов, например турецкими войсками в русско-турецкой войне (1877—1878) вместе с винтовкой Winchester Model 1866.

## Конструкция
Патрон имеет тупоконечную пулю диаметром 11,3 мм, массой 12,96 грамма с баллистическим коэффициентом 0,153, что дает эффективную дальность стрельбы около 100 метров. Использует гильзу длиной 22,2 мм, снаряжаемую чёрным порохом (весом от 26 до 28 гран).